# Eudialite
L'eudialite è un minerale appartenente al gruppo omonimo, il cui nome deriva dal greco "eu" = buono + "dialytos" = scomponibile.